# حي 7 أكتوبر (أبين)
حي 7 أكتوبر هو أحد أحياء مدينة الحصن في محافظة أبين اليمنية. بلغ تعداد سكانها2920 نسمة حسب التعداد السكاني في اليمن لعام 2004.